# Российская улица (Челябинск)
Росси́йская у́лица — одна из старейших  и крупнейших улиц Челябинска. Улица длиной 6 км проходит с севера на юг от ЧГРЭС до слияния с улицей Свободы возле локомотивного депо станции Челябинск. Находится на втором после проспекта Победы месте по максимальному номеру дома — последний дом на улице Российской имеет номер 303.

## История
Улицы, по которым проходит нынешняя Российская улица, возникли, вероятно, вскоре после образования города Челябинска в XVIII веке. На картах XIX века отмечены Казарменная ул. (южнее реки Игуменки) и Заручейная ул. (к северу от неё), которые в 1920 году в ходе первого переименования улиц Челябинска были объединены в улицу Всеобуча. В 1936 году переименована в улицу Сталина, а с 1961 года носит современное название — Российская; к тому времени на карте города уже были символизировавшие «нерушимую дружбу народов СССР» Латвийская, Литовская, Эстонская, Украинская и Туркменская улицы. В современном виде улица начала формироваться при строительстве ЧГРЭС в конце 1920-х годов, окончательно сформировалась к середине 1960-х.
Севернее улицы Труда Российская улица проходит по территории бывшей Заручейной слободы. В северной части улица проходит по территориям бывших Соцгородка ЧЭМК и посёлка ЧГРЭС.

## Расположение
Улица пересекает железную дорогу кыштымского направления (проезжая часть не пересекает, но здания ЧГРЭС по Российской улице, 1 с буквенными индексами, располагаются по другую сторону) и проходит вдоль неё на расстоянии до 700 м, а также, в северной части, вдоль реки Миасс по её правому берегу на расстоянии 100—200 м от реки (пруда ЧГРЭС на реке). Пересекает проспекты — Победы и Ленина, а также улицы — Новомеханическую, Северную, Лобкова, Нагорную, Миасскую, Архитекторную, Братьев Кашириных (соединяется через мост-путепровод), Труда, Карла Маркса, Коммуны, Тимирязева, Плеханова, Орджоникидзе, Могильникова, Евтеева. К Российской улице примыкают площади Павших Революционеров и МОПРа.
На улице расположено несколько памятников архитектуры регионального значения. В профиле улица имеет холмистый характер с понижением к пересечению с улицей Труда и ступенчатыми подъёмами к началу и окончанию улицы.

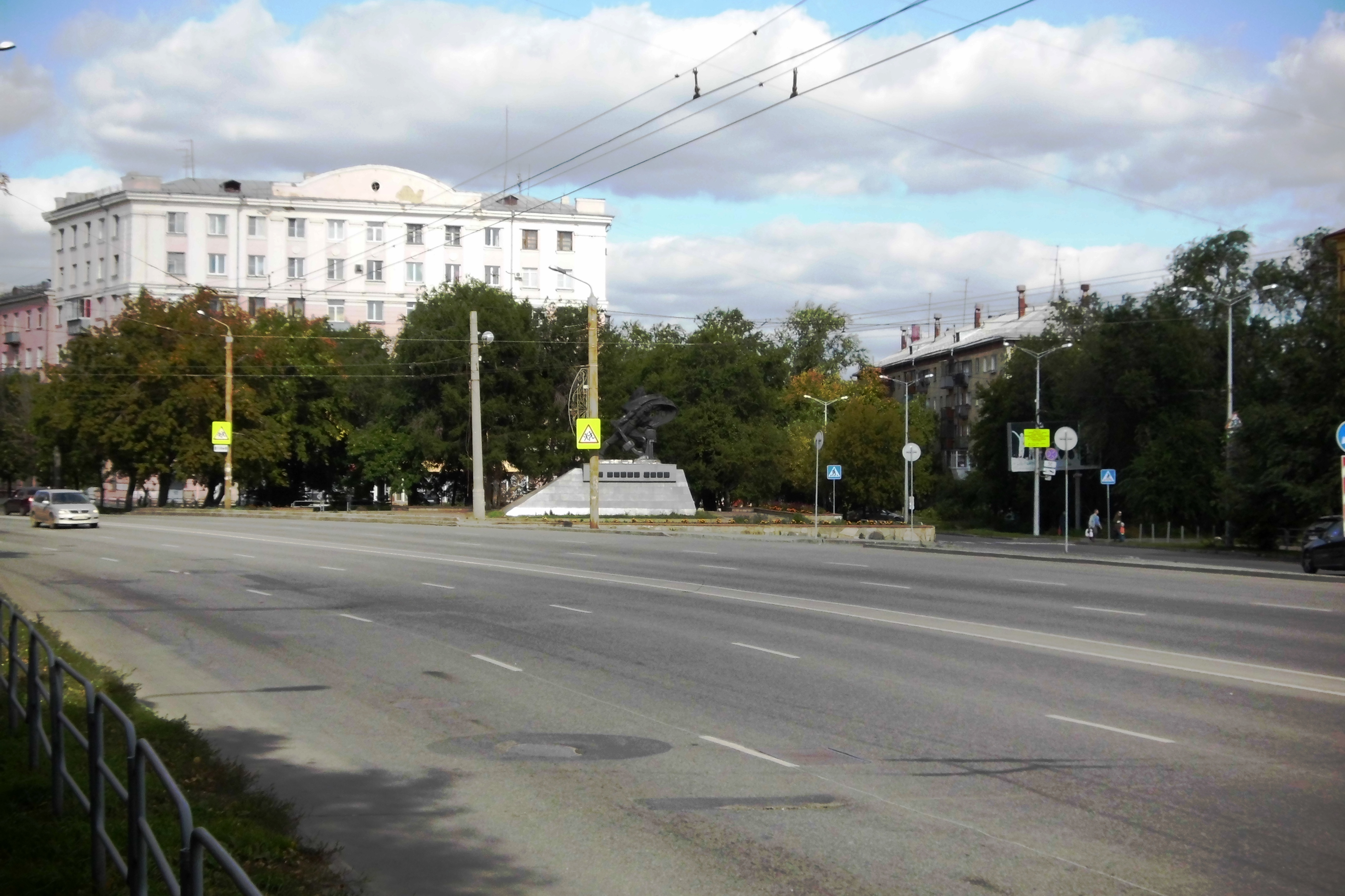
Окончание Российской улицы (справа от памятника) на пересечении с улицей Свободы

## Транспорт
Улица связывает ЧГРЭС через центр города с вокзалом. Имеет от 2 до 6 полос для движения. В северной части состоит их двух проезжих частей, разделённых трамвайными путями.
По улице курсирует общественный транспорт: маршрутное такси и трамвай. Трамвайная линия, первоначально однопутная, идущая по Российской улице на ЧГРЭС, была самой первой, открытой в Челябинске в 1932 году. Южная часть улицы не используется для движения общественного транспорта. Центральная часть Российской улицы пересекает проспект Ленина, а южная сливается с улицей Свободы — на этих улицах есть автобусное и троллейбусное движение. В 1970-x годах в течение нескольких лет действовала временная троллейбусная линия, проходившая 300 метров по Российской улице.
Вдоль Российской улицы проходит железная дорога, связывающая Челябинск с Екатеринбургом через Верхний Уфалей. Рядом с улицей расположены остановочные пункты этой дороги: станция Электростанция (150 м от проезжей части улицы) и платформы 241 км (30 м), 244 км (300 м), 245 км (700 м). По состоянию на август 2018 года на этих остановочных пунктах останавливаются две пары пригородных поездов в сутки.